# Gele koraalvlinder
De gele koraalvlinder (Chaetodon semilarvatus) behoort tot de orde van de baarsachtigen en de familie van de koraalvlinders (Chaetodontidae). Gele koraalvlinders komen uitsluitend in de Rode Zee en golf van Aden voor. Zij leven zowel in paartjes als in grotere groepen op een diepte van 3 tot 20 meter. Gedurende de paartijd vormen zij paren. Zij zijn makkelijk herkenbaar door hun felle gele kleur en donkere blauwe vlekken achter de ogen, die lijken op een masker. Ze houden zich meestal op in de buurt van koraalformaties, zoals grote steenkoralen Acropora.

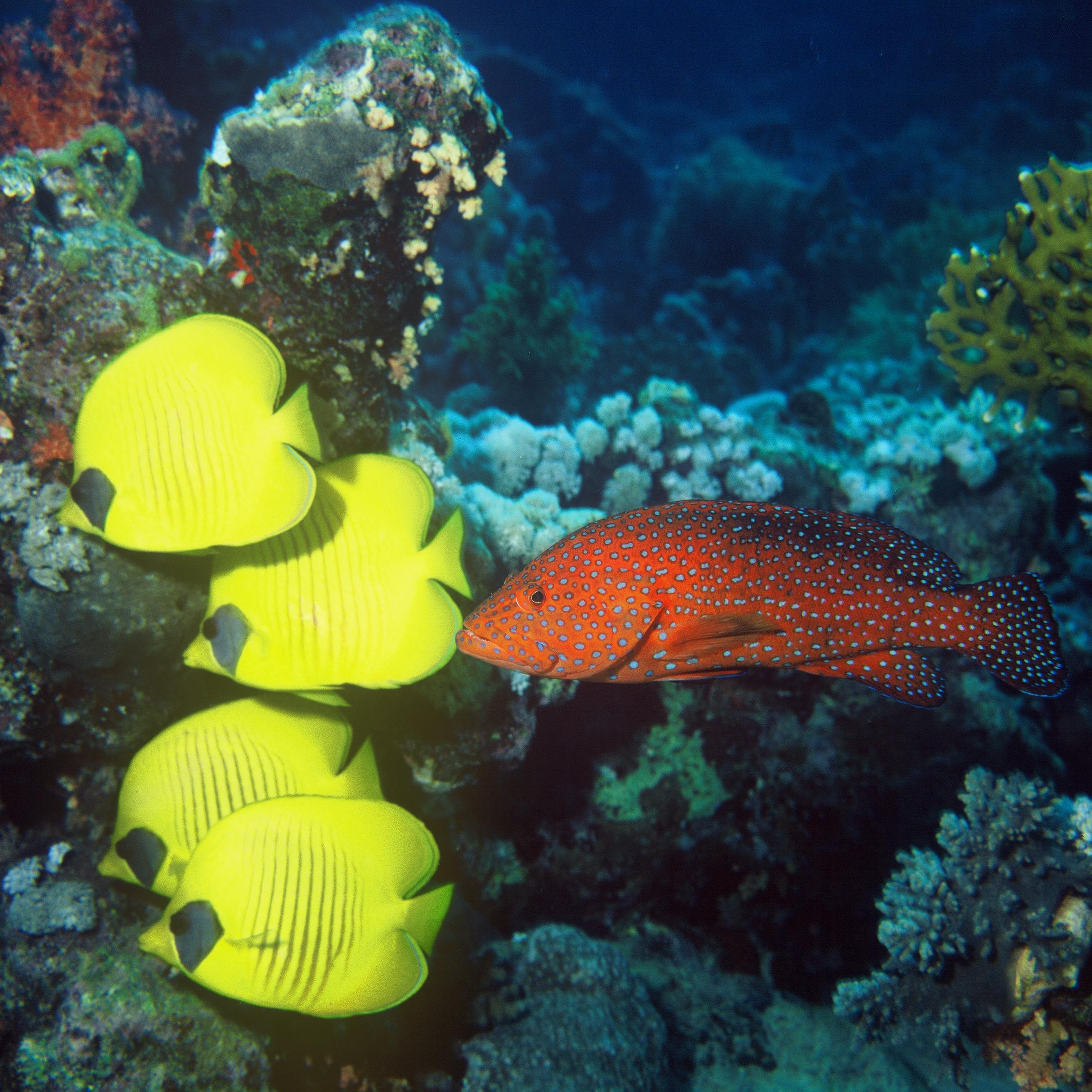
Gele koraalvlinders met rode koraalbaars (Cephalopholis miniata)